# MeTooMedia
Pour un article plus général, voir Mouvement #MeToo en France.
MeTooMedia est une association française créée en 2021, à la suite du Mouvement MeToo, pour, selon ses membres, soutenir la lutte « des femmes et des hommes qui souffrent silencieusement dans ce milieu médiatique ».

## Historique
En novembre 2021, huit femmes, qui dans l'affaire Patrick Poivre d'Arvor accusent le journaliste de viols, d'agressions ou de harcèlement sexuel constituent l'association #MeTooMedia. L'objectif est de déclencher un mouvement MeToo dans l'espace médiatique et soutenir la lutte « des femmes et des hommes qui souffrent silencieusement dans ce milieu médiatique ». Les journalistes Emmanuelle Dancourt et Hélène Devynck en sont alors respectivement la présidente et la vice-présidente. Elles veulent « offrir une ombrelle à toutes celles qui ne veulent pas sortir de l’anonymat, mais qui ont besoin de cette sororité » ,.
En 2023, le syndicat national des journalistes (SNJ) décide d'adhérer, en tant que personne morale, à #MeTooMedia. Le SNJ entend effectuer des actions communes avec l'association en particulier vers la formation et la prévention des violences sexuelles,.
En octobre 2023, pour l'anniversaire du mouvement MeToo, lancé en octobre 2017 à la suite de l'affaire Harvey Weinstein, l’association #MeTooMedia tient un colloque pour évaluer ce qui a changé. Le constat n'est pas toujours positif, ainsi Cécile Thimoreau, secrétaire générale de #MeTooMedia, indique : « Dans un quotidien régional, un titre disait ainsi qu’un élu couchait avec une collégienne de 12 ans. Je vous rappelle qu’en France, l’âge minimum de consentement est fixé à 15 ans. Il ne couchait pas avec cette fille, il la violait ».
Dans l'affaire Gérard Depardieu, après une tribune en soutien à l'acteur, signée par une soixantaine de personnalités, Murielle Reus, vice-présidente de #MeTooMedia, déclare sur France Info en décembre 2023 : « Il y a une génération qui ne comprend toujours pas cette évolution sociétale » et déplore qu'« il n'y a pas un mot pour les treize femmes victimes qui ont témoigné dans Complément d'enquête et qui ont témoigné devant la justice ». Le 27 décembre, une tribune dans Le Monde rédigée par des membres du collectif MeTooMédia s'insurge contre le soutien d'Emmanuel Macron à Gérard Depardieu. La tribune, sous forme de lettre adressée au chef de l'État pointe notamment les propos pendant l'émission C à vous du 20 décembre. Le collectif affirme notamment que le président « valide la culture du viol au plus haut sommet de l'État ».